# Smith & Wesson Model 910
Smith & Wesson Model 910 — американский самозарядный пистолет производства компании Smith & Wesson, впервые представленный в 1995 году. Производится под европейский патрон 9 × 19 мм Парабеллум. Основан на пистолете Smith & Wesson Model 915, производство которого было свёрнуто в том же году.

## Описание
Модели 910 и 915 являются бюджетными вариантами пистолета Smith & Wesson Model 59. Наименование основано на принципе наименования моделей Smith & Wesson 3-го поколения: первая цифра означает используемый калибр (в данном случае 9-мм патроны Парабеллум), а две последующие цифры — вместимость пистолетного магазина (10 или 15 патронов). Модели 908 и 915 были представлены в 1992 году, однако в 1994 году федеральные власти запретили использовать пистолеты с магазинами вместимостью более 10 патронов. Модели были перевыпущены под номерами 909 и 910 с соответствующей вместимостью 9 и 10 патронов соответственно.
Ударно-спусковой механизм — как правило, двойного действия. Оружие рассчитано на патроны калибра 9 мм, используются пружинные магазины. Предохранитель на левой стороне оружия, а также использованные в производстве пластмасса и металл обеспечивают достаточно небольшую цену пистолета на рынке стрелкового оружия.

### Model 910
Ударно-спусковой механизм Smith & Wesson 910 предусматривает одиночное и двойное действие. Длина ствола — 4 дюйма, затвор выполнен из алюминиевого сплава, предохранитель находится на затворе-кожухе (наподобие Beretta M9). В качестве прицельного приспособления используется трёхточечный целик. Вместимость магазина — 10 патронов.

### Model 908
Вариант наподобие 910-й модели. Компактный образец с укороченной рукояткой и затвором-кожухом. Длина ствола — 3,5 дюйма, используются однорядные магазины на 8 патронов (плюс один в патроннике).

### Model 909
Вариант, использующий однорядные магазины на 9 патронов. Производился в 1995—1996 годах.